# U-506
| U-506                                                                                                | U-506 | U-506 |
| --- | --- | --- |
| U 506                                                                                                | | |
| | | |
| Зображення підводного човна U-505, однотипного з U-506                                               | | |
| Верф                                                                                                 | Deutsche Werft, Гамбург | Deutsche Werft, Гамбург |
| Під прапором                                                                                         | Третій Рейх | Третій Рейх |
| Належність                                                                                           | Крігсмаріне | Крігсмаріне |
| Порт приписки                                                                                        | Штеттін Лор'ян | Штеттін Лор'ян |
| Замовлення                                                                                           | 25 вересня 1939 | 25 вересня 1939 |
| Закладений                                                                                           | 11 липня 1940 | 11 липня 1940 |
| Спуск на воду                                                                                        | 20 червня 1941 | 20 червня 1941 |
| Введений до складу флоту                                                                             | 15 вересня 1941 | 15 вересня 1941 |
| На службі                                                                                            | 1941—1943 | 1941—1943 |
| Загибель                                                                                             | 12 липня 1943 року потоплений західніше Віго американським бомбардувальником «Ліберейтор»                                                                               | 12 липня 1943 року потоплений західніше Віго американським бомбардувальником «Ліберейтор»                                                                               |
| Сучасний статус                                                                                      | затоплений | затоплений |
| Бойовий досвід                                                                                       | Друга світова війна Битва за Атлантику | Друга світова війна Битва за Атлантику |
| Проєкт                                                                                               | | |
| Тип ПЧ                                                                                               | великий океанський торпедний ДПЧ | великий океанський торпедний ДПЧ |
| Основні характеристики                                                                               | | |
| Швидкість (надводна)                                                                                 | 18,2 вузла (33,7 км/год) | 18,2 вузла (33,7 км/год) |
| Швидкість (підводна)                                                                                 | 7,3 (13,5 км/год) | 7,3 (13,5 км/год) |
| Робоча глибина занурення                                                                             | 100 м | 100 м |
| Гранична глибина занурення                                                                           | 230 м | 230 м |
| Дальність плавання                                                                                   | 64 милі (119 км) на швидкості 4 вузли (7,4 км/год) (у підводному положенні) 13 450 морських миль (24 910 км на швидкості 10 вузлів (19 км/год) (у надводному положенні) | 64 милі (119 км) на швидкості 4 вузли (7,4 км/год) (у підводному положенні) 13 450 морських миль (24 910 км на швидкості 10 вузлів (19 км/год) (у надводному положенні) |
| Екіпаж                                                                                               | 48 офіцерів та матросів | 48 офіцерів та матросів |
| Розміри                                                                                              | | |
| Довжина найбільша (по КВЛ)                                                                           | 76,76 м | 76,76 м |
| Ширина корпусу найб.                                                                                 | 6,76 м | 6,76 м |
| Висота                                                                                               | 9,6 м | 9,6 м |
| Середня осадка (по КВЛ)                                                                              | 4,7 м | 4,7 м |
| Водотоннажність надводна                                                                             | 1120 т | 1120 т |
| Силова установка                                                                                     | | |
| Дизель-електрична: 2 дизельні двигуни MAN M 9 V 40/46 2 електродвигуни Siemens-Schuckert 2 GU 345/34 | | |
| Гвинти                                                                                               | 2 | 2 |
| Потужність                                                                                           | 2 × 2 200 к.с. (дизелі) 2 × 740 к.с. (електродвигуни) | 2 × 2 200 к.с. (дизелі) 2 × 740 к.с. (електродвигуни) |
| Озброєння                                                                                            | | |
| Артилерія                                                                                            | 1 × 105-мм палубна гармата SK C/32 | 1 × 105-мм палубна гармата SK C/32 |
| Торпедно- мінне озброєння                                                                            | 4 носових і 2 кормових ТА; 22 торпеди або 44 міни TMA чи 66 TMB | 4 носових і 2 кормових ТА; 22 торпеди або 44 міни TMA чи 66 TMB |
| ППО                                                                                                  | 1 × 37-мм зенітна гармата SKC/30 2 (1 × 2) × 20-мм зенітні гармати FlaK 30                                                                                              | 1 × 37-мм зенітна гармата SKC/30 2 (1 × 2) × 20-мм зенітні гармати FlaK 30                                                                                              |

U-506 — німецький великий океанський підводний човен типу IXC, що входив до складу Військово-морських сил Третього Рейху за часів Другої світової війни. Закладений 29 квітня 1940 року на верфі Deutsche Werft у Гамбурзі під будівельним номером 296. Спущений на воду 20 червня 1941 року, а 15 вересня 1941 року корабель увійшов до складу ВМС нацистської Німеччини.

## Історія служби
U-506 належав до серії німецьких підводних човнів типу IXC, великих океанських човнів, призначених діяти на морських комунікаціях противника на далеких відстанях у відкритому океані. Човнів цього типу випущено 54 одиниці і вони дуже успішно та результативно проявили себе в ході бойових дій в Атлантиці. 15 вересня 1941 року U-506 розпочав службу у складі 4-ї навчальної флотилії, а з 1 лютого 1942 року переведений до бойового складу 10-ї флотилії ПЧ Крігсмаріне.
З березня 1942 року і до липня 1943 року U-506 здійснив 5 бойових походів в Атлантичний океан, в яких провів 344 дні. Човен потопив 14 торгових суден (69 893 GRT), завдав тотальних руйнувань 1 судну (6821 GRT), а також пошкодив три судна (23 358 GRT).
12 липня 1943 року при виході у п'ятий бойовий похід U-506 був потоплений в Атлантичному океані західніше Віго глибинними бомбами американського патрульного літака «Ліберейтор». 48 членів екіпажу загинули, тільки 6 людей вціліло.

## Командири
- капітан-лейтенант Еріх Вюрдеманн (15 вересня 1941 — 12 липня 1943)†

## Перелік уражених U-506 суден у бойових походах
| №                                                               | Дата            | Командир ПЧ           | Назва                 | Тип                | Належність      | Водотоннажність (брт)                        | Вантаж | Конвой                                                                | Результат та координати                                                          | Наслідки атаки для екіпажу     | Прим.                                 |
| --------------------------------------------------------------- | --------------- | --------------------- | --------------------- | ------------------ | --------------- | -------------------------------------------- | --- | --------------------------------------------------------------------- | -------------------------------------------------------------------------------- | ------------------------------ | ------------------------------------- |
| Другий похід (6.04—15.06.1942, 71 доба; Лор'ян—Лор'ян)          |                 |                       |                       |                    |                 |                                              | |                                                                       |                                                                                  |                                |                                       |
| 1                                                               | 3 травня 1942   | Kptlt. Еріх Вюрдеманн | Sama                  | суховантажне судно | Нікарагуа       | 567                                          | банани |                                                                       | потоплено 25°04′ пн. ш. 79°45′ зх. д. / 25.067° пн. ш. 79.750° зх. д.            | 14 (усі вціліли)               |                                       |
| 2                                                               | 10 травня 1942  | Kptlt. Еріх Вюрдеманн | Aurora                | танкер             | США             | 7 050                                        | баласт |                                                                       | пошкоджений 28°35′ пн. ш. 90°00′ зх. д. / 28.583° пн. ш. 90.000° зх. д.          | 50 (5 загинув та 49 вцілілих)  |                                       |
| 3                                                               | 13 травня 1942  | Kptlt. Еріх Вюрдеманн | Gulfpenn              | танкер             | США             | 8 862                                        | 104 181 барель мазуту |                                                                       | потоплений 28°29′ пн. ш. 89°12′ зх. д. / 28.483° пн. ш. 89.200° зх. д.           | 38 (13 загинуло та 25 вціліло) |                                       |
| 4                                                               | 14 травня 1942  | Kptlt. Еріх Вюрдеманн | David McKelvy         | танкер             | США             | 6 821                                        | 81 000 барелів сирої нафти |                                                                       | тотально зруйнований 28°30′ пн. ш. 89°55′ зх. д. / 28.500° пн. ш. 89.917° зх. д. | 42 (17 загинуло та 25 вціліло) |                                       |
| 5                                                               | 16 травня 1942  | Kptlt. Еріх Вюрдеманн | Sun                   | танкер             | США             | 9 002                                        | баласт |                                                                       | потоплений 28°41′ пн. ш. 90°19′ зх. д. / 28.683° пн. ш. 90.317° зх. д.           | 42 (усі вижили)                | 23 лютого 1942 року пошкоджений U-502 |
| 6                                                               | 16 травня 1942  | Kptlt. Еріх Вюрдеманн | William C. McTarnahan | танкер             | США             | 7 306                                        | баласт |                                                                       | пошкоджений 28°52′ пн. ш. 90°20′ зх. д. / 28.867° пн. ш. 90.333° зх. д.          | 45 (18 загинуло та 27 вижили)  |                                       |
| 7                                                               | 17 травня 1942  | Kptlt. Еріх Вюрдеманн | Gulfoil               | танкер             | США             | 5 189                                        | 54 000 барелів дизельного палива, газозбагачувального та бункерного масла                                                            |                                                                       | потоплений 28°08′ пн. ш. 89°46′ зх. д. / 28.133° пн. ш. 89.767° зх. д.           | 40 (21 загинуло та 19 вижили)  |                                       |
| 8                                                               | 19 травня 1942  | Kptlt. Еріх Вюрдеманн | Heredia               | суховантажне судно | США             | 4 732                                        | 1500 тонн бананів і кави |                                                                       | потоплено 28°53′ пн. ш. 91°03′ зх. д. / 28.883° пн. ш. 91.050° зх. д.            | 62 (36 загинуло та 26 вижили)  |                                       |
| 9                                                               | 20 травня 1942  | Kptlt. Еріх Вюрдеманн | Halo                  | танкер             | США             | 6 986                                        | 64 103 барелі сирої нафти |                                                                       | потоплений 28°42′ пн. ш. 90°08′ зх. д. / 28.700° пн. ш. 90.133° зх. д.           | 42 (39 загинуло та 3 вижили)   |                                       |
| 10                                                              | 28 травня 1942  | Kptlt. Еріх Вюрдеманн | Yorkmoor              | суховантажне судно | Велика Британія | 4 457                                        | 6700 тонн бокситів |                                                                       | потоплено 29°30′ пн. ш. 72°29′ зх. д. / 29.500° пн. ш. 72.483° зх. д.            | 45 (усі вижили)                |                                       |
| 11                                                              | 31 травня 1942  | Kptlt. Еріх Вюрдеманн | Fred W. Green         | суховантажне судно | Велика Британія | 2 292                                        | 725 тонн військових запасів і генеральних вантажів, включаючи 48 вантажівок, будівельне обладнання, пиво, сигарети і 48 мішків пошти |                                                                       | потоплено 30°20′ пн. ш. 62°00′ зх. д. / 30.333° пн. ш. 62.000° зх. д.            | 41 (5 загиблих та 36 вцілілих) |                                       |
| Третій похід (28.07—07.11.1942, 103 доби; Лор'ян—Лор'ян)        |                 | Kptlt. Еріх Вюрдеманн |                       |                    |                 |                                              | |                                                                       |                                                                                  |                                |                                       |
| 12                                                              | 21 серпня 1942  | Kptlt. Еріх Вюрдеманн | City of Wellington    | суховантажне судно | Велика Британія | 5 733                                        | 5000 тонн генеральних вантажів, 2000 тонн мідної руди і 500 тонн хромової руди                                                       |                                                                       | потоплено 7°29′ пн. ш. 14°40′ зх. д. / 7.483° пн. ш. 14.667° зх. д.              | 73 (7 загиблих та 66 вцілілих) |                                       |
| 13                                                              | 23 серпня 1942  | Kptlt. Еріх Вюрдеманн | Hamla                 | суховантажне судно | Велика Британія | 4 416                                        | марганцеві руди |                                                                       | потоплено 5°30′ пн. ш. 15°00′ зх. д. / 5.500° пн. ш. 15.000° зх. д.              | 42 (усі загинули)              |                                       |
| 14                                                              | 5 вересня 1942  | Kptlt. Еріх Вюрдеманн | Myrmidon              | суховантажне судно | Велика Британія | 6 278                                        | 4000 тонн генеральних вантажів, включаючи державні запаси та вибухівка                                                               |                                                                       | потоплено 0°45′ пн. ш. 6°27′ зх. д. / 0.750° пн. ш. 6.450° зх. д.                | 245 (усі вижили)               |                                       |
| 15                                                              | 13 вересня 1942 | Kptlt. Еріх Вюрдеманн | Lima                  | суховантажне судно | Швеція          | 3 764                                        | 2500 тонн марганцевої руди, 2500 тонн чаю і 1500 тонн тютюну                                                                         |                                                                       | потоплено 2°35′ пн. ш. 11°22′ зх. д. / 2.583° пн. ш. 11.367° зх. д.              | 33 (3 загинули та 30 вижили)   |                                       |
| 16                                                              | 30 вересня 1942 | Kptlt. Еріх Вюрдеманн | Siam II               | суховантажне судно | Велика Британія | 6 637                                        | 3502 тонни бавовни, 5498 тонн генеральних вантажів і зерна                                                                           |                                                                       | потоплено 3°25′ пн. ш. 15°46′ зх. д. / 3.417° пн. ш. 15.767° зх. д.              | 39 (усі вижили)                |                                       |
| Четвертий похід (14.12.1942—08.05.1943, 146 діб; Лор'ян—Лор'ян) |                 | Kptlt. Еріх Вюрдеманн |                       |                    |                 |                                              | |                                                                       |                                                                                  |                                |                                       |
| 17                                                              | 7 березня 1943  | Sabor                 | суховантажне судно    | Велика Британія    | 5 212           | 1100 тонн соляного баласту та 63 мішки пошти | | потоплено 34°30′ пд. ш. 23°10′ сх. д. / 34.500° пд. ш. 23.167° сх. д. | 58 (7 загинуло та 51 вцілілий)                                                   |                                |                                       |
| 18                                                              | 9 березня 1943  | Tabor                 | суховантажне судно    | Норвегія           | 4 768           | 200 тонн солі в мішках як баласт             | | потоплено 37°30′ пд. ш. 23°15′ сх. д. / 37.500° пд. ш. 23.250° сх. д. | 46 (12 загинуло та 34 вижило)                                                    |                                |                                       |